# Veine épigastrique inférieure
La veine épigastrique inférieure naît autour de l'ombilic, passe sous le ligament inguinal et se jette dans la veine iliaque externe. Dans sa partie crâniale, elle s'anastomose avec la veine épigastrique supérieure.  
Elle est accompagnée par une artère homonyme, l'artère épigastrique inférieure. 

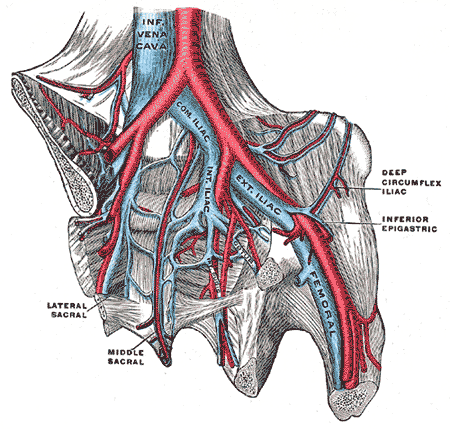
Les veines iliaques interne et externe. Veine épigastrique légendée en bas à droite.
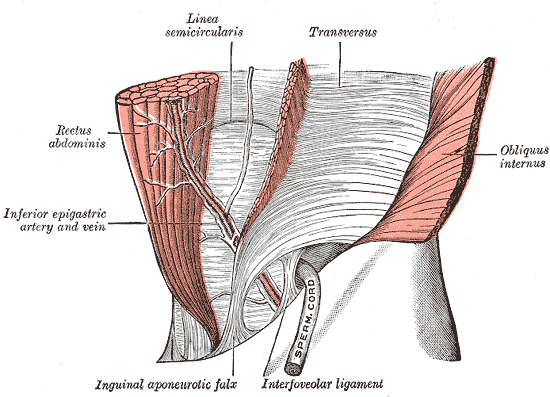
Le ligament interfovéolaire, vu de face.
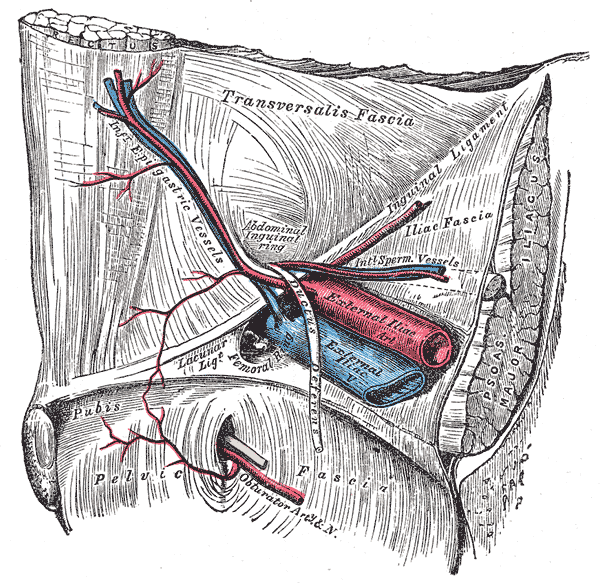
Veine épigastrique inférieure droite vue depuis l'intérieur de la paroi abdominale.
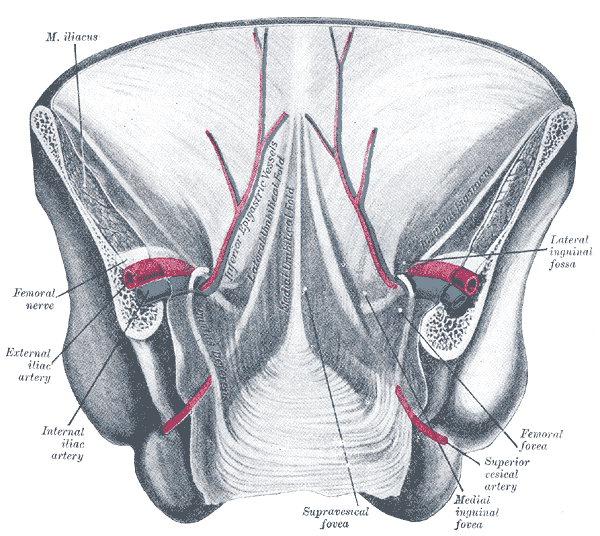
Vue postérieure de la paroi abdominale antérieure dans sa moitié inférieure. Le péritoine est présent, et les différents cordons sont visibles à travers.